# Kirchdorf an der Iller
Kirchdorf an der Iller è un comune tedesco di 4 006 abitanti situato nel land del Baden-Württemberg.